# Drapac Professional Cycling/Saison 2015
Diese Liste beschreibt die Mannschaft und die Erfolge des Radsportteams Drapac Professional Cycling in der Saison 2015.

## Saison 2015

### Erfolge in der WorldTour
Bei den Rennen der UCI WorldTour  im Jahr 2015 gelangen dem Team nachstehende Erfolge.
| Datum      | Rennen                    | Sieger         |
| ---------- | ------------------------- | -------------- |
| 25. Januar | 6. Etappe Tour Down Under | Wouter Wippert |

### Erfolge in der America Tour
Bei den Rennen der UCI America Tour im Jahr 2015 gelangen dem Team nachstehende Erfolge.
| Datum     | Rennen                 | Kat. | Sieger         |
| --------- | ---------------------- | ---- | -------------- |
| 9. August | 7. Etappe Tour of Utah | 2.HC | Lachlan Norris |

### Erfolge in der UCI Asia Tour
Bei den Rennen der UCI Asia Tour im Jahr 2015 gelangen dem Team nachstehende Erfolge.
| Datum       | Rennen                        | Kat. | Sieger         |
| ----------- | ----------------------------- | ---- | -------------- |
| 22. März    | 1. Etappe Tour de Taiwan      | 2.1  | Wouter Wippert |
| 24. März    | 3. Etappe Tour de Taiwan      | 2.1  | Wouter Wippert |
| 17. Mai     | 1. Etappe Tour of Japan (EZF) | 2.1  | Brenton Jones  |
| 7. Juni     | 1. Etappe Tour de Korea       | 2.1  | Wouter Wippert |
| 12. Juni    | 6. Etappe Tour de Korea       | 2.1  | Wouter Wippert |
| 28. Oktober | 9. Etappe Tour of Hainan      | 2.HC | Brenton Jones  |

### Erfolge in der UCI Oceania Tour
Bei den Rennen der UCI Oceania Tour im Jahr 2015 gelangen dem Team nachstehende Erfolge.
| Datum      | Rennen                 | Kat. | Sieger         |
| ---------- | ---------------------- | ---- | -------------- |
| 4. Februar | Prolog Herald Sun Tour | 2.1  | William Clarke |

### Abgänge – Zugänge
| Zugänge           | Team 2014                         | Abgänge           | Team 2015                    |
| ----------------- | --------------------------------- | ----------------- | ---------------------------- |
| Graeme Brown      | Belkin-Pro Cycling Team           | Jai Crawford      | Kinan Cycling Team           |
| Martin Kohler     | BMC Racing Team                   | Wesley Sulzberger | Navitas Satalyst Racing Team |
| Brenton Jones     | Avanti Racing Team                | Jack Anderson     | Team Budget Forklifts        |
| Samuel Spokes     | Etixx                             | Floris Goesinnen  | Karriereende                 |
| Peter Koning      | Metec-TKH Continental Cyclingteam | Thomas Palmer     | Karriereende                 |
| Timothy Roe       | Team Budget Forklifts             | Jonathan Cantwell | Unbekannt                    |
| Dylan Girdlestone | Martigues SC-Vivelo               | Benjamin Johnson  | Unbekannt                    |
| Cameron Peterson  | Peloton Sports                    |                   |                              |

### Mannschaft
| Name               | Geburtstag        | Nationalität |              |
| ------------------ | ----------------- | ------------ | ------------ |
| Graeme Brown       | 9. April 1979     | Australien   |              |
| William Clarke     | 11. April 1985    | Australien   |              |
| Dylan Girdlestone  | 11. Oktober 1989  | Südafrika    |              |
| Robbie Hucker      | 13. März 1990     | Australien   |              |
| Brenton Jones      | 12. Dezember 1991 | Australien   |              |
| Jordan Kerby       | 15. August 1992   | Australien   |              |
| Martin Kohler      | 17. Juli 1985     | Schweiz      |              |
| Peter Koning       | 3. Dezember 1990  | Niederlande  |              |
| Darren Lapthorne   | 4. März 1983      | Australien   |              |
| Travis Meyer       | 8. Juni 1989      | Australien   |              |
| Lachlan Norris     | 21. Januar 1987   | Australien   |              |
| Cameron Peterson * | 4. Dezember 1983  | Australien   |              |
| Adam Phelan        | 23. August 1991   | Australien   |              |
| Timothy Roe        | 28. Oktober 1989  | Australien   |              |
| Malcolm Rudolph    | 4. Januar 1989    | Australien   |              |
| Samuel Spokes      | 16. April 1992    | Australien   |              |
| Bernard Sulzberger | 5. Dezember 1983  | Australien   |              |
| Wouter Wippert     | 14. August 1990   | Niederlande  |              |
| Stagiaires         | Stagiaires        | Nationalität | Nationalität |
| Brendan Canty      | Brendan Canty     | Australien   |              |
| Brad Evans         | Brad Evans        | Neuseeland   |              |

* Cameron Peterson wurde bei der UCI nicht als Fahrer des Teams registriert.